# 德惠市
德惠市，是中华人民共和国吉林省长春市代管县级市，位于吉林省中北部地区，松辽平原腹地，北接黑龙江省哈尔滨市。德惠市取名自原长春厅下辖的沐德、怀惠两乡，现市人民政府駐胜利街道松柏路777号。

## 历史
德惠在秦以前为肃慎地，汉代起属夫余国。隋唐时期属渤海国扶余府。辽代属辽东京、金代属金上京管辖。元代属辽阳行省开元路，为蒙古游牧区。明初属辽东都指挥使司和奴尔干都指挥使司，后属兀良哈三卫和科尔沁部。清康熙年间筑“柳条边”，这里划为“边外”，属郭尔罗斯前旗领主牧场。乾隆五十六年（1791年）后，山东、河北一带民户入境垦种。嘉庆年间设怀惠乡、沐德乡，属长春厅。光绪十六年（1890年）长春府于朱家城子设分防照磨，管理沐德、怀惠二乡缉捕事宜。
宣统二年四月十六日（1910年5月24日），清政府设县管理沐德、怀惠两乡，取两乡之尾字，名为德惠。初期，德惠县城设于大房身，仍隶属长春府。1936年4月1日，满洲国统治下的德惠县公署迁到张家湾街（窑门站），原张家湾随即更名为德惠镇。1994年7月，德惠撤县设市，所辖地域不变。

## 人口
根据第七次人口普查数据，截至2020年11月1日零时，德惠市常住人口为691550人。
2010年，德惠市总人口83万人，有汉、满、回、朝等15个民族，汉族占99%以上。

## 地理
全市地势南高北低，呈波状起伏，但相对落差不大，大部分海拔高度在149-241米之间。地处东经125°14'- 126°28'，北纬44°33'- 44°51'，幅员面积3435平方公里。全市年平均气温4℃，降水量520毫米。东南与九台区接壤，西南毗邻长春市郊，西部与农安县以伊通河为界，东北与扶余市、榆树市隔江相望。境内有松花江、饮马河、伊通河等河流。属中温带半湿润季风气候。

## 行政区划
德惠市下辖4个街道办事处、10个镇、4个乡：
胜利街道、建设街道、惠发街道、夏家店街道、大青嘴镇、郭家镇、松花江镇、达家沟镇、大房身镇、岔路口镇、朱城子镇、布海镇、天台镇、菜园子镇、同太乡、边岗乡、五台乡和朝阳乡。

## 经济

### 农牧业
农业盛产玉米、水稻、高粱、大豆等，是国家重要的商品粮基地和玉米出口基地。是国家粮食生产先进市、菜篮子工程先进市，中国松花江大米之乡、和中国肉鸡之乡。是国家高产优质高效农业示范区和吉林省绿色食品基地。全国首批“生态农业建设示范县（市）”、全国首批“无公害蔬菜生产试点县（市）”，省内惟一被农业部确定的“科教兴农与可持续发展两大战略示范县（市）”。特产有德惠大曲酒、肉鸡、草编。

### 工业
工业有食品、饲料、建材、机械、医药、包装等行业。是吉林省食品工业强县（市）。设有省级经济开发区。

## 交通
- 京哈铁路境内设6个车站。
- 102国道与9条县级公路和156条乡级公路连接成网。
- 京哈高速、 哈大高速铁路从境内通过。

## 旅游
德惠市有阳光明媚、空气清新的跃进水库连花自然保护区，生态园，有远近闻名的宝山寺，有风光秀丽的半拉山风景区，有独具特色的鳇鱼圈天然娱乐岛，另外还有清代时期的贡江碑。